# Путбус
Пу́тбус (нем. Putbus, кашуб. Pòdbądz) — город в Германии, в земле Мекленбург-Передняя Померания.
Входит в состав района Рюген. Население составляет 4,7 тыс. человек (2009); в 2003 г. — 4,9 тысяч. Занимает площадь 66,60 км². Официальный код — 13 0 61 028.

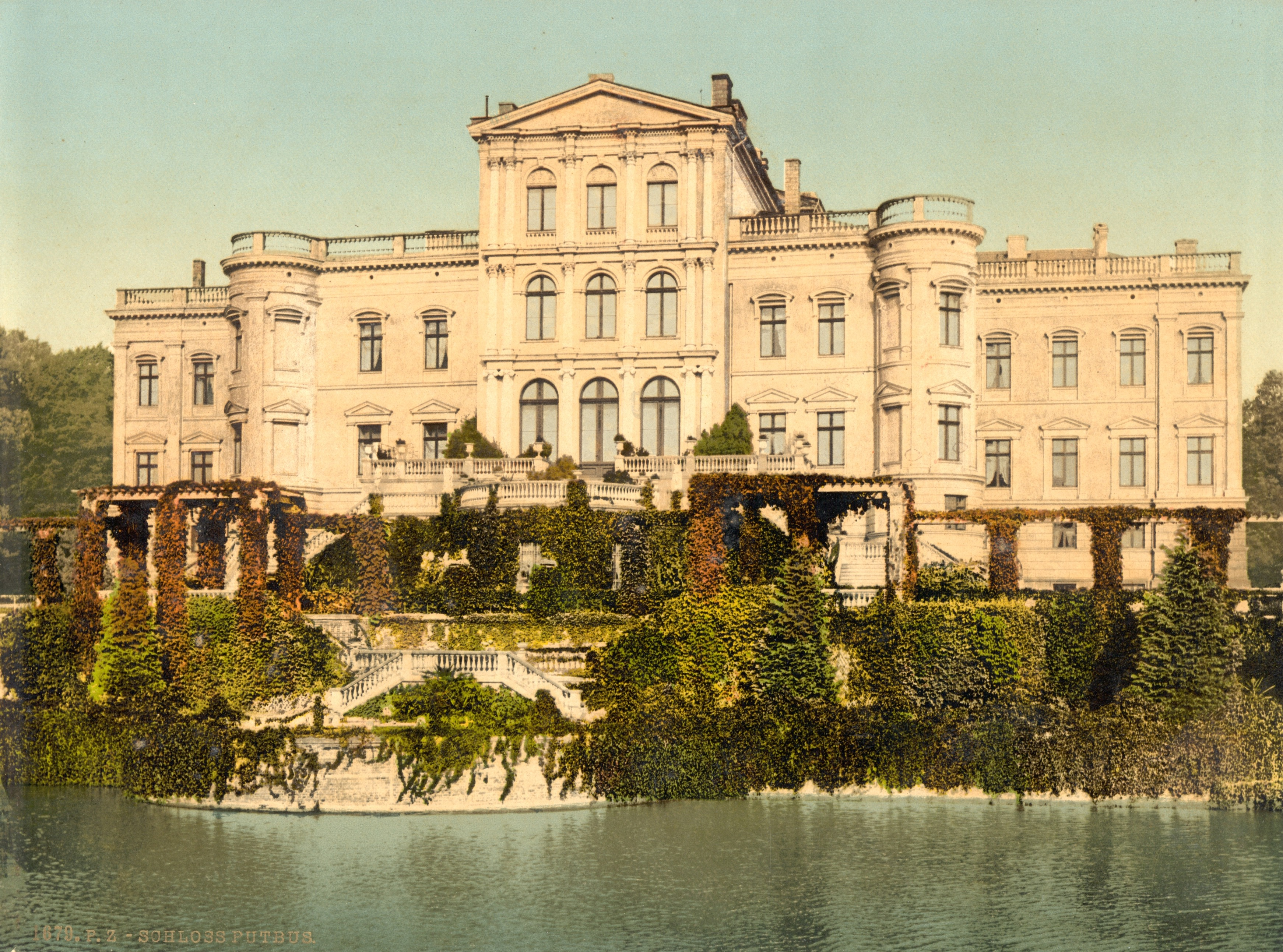
Замок Путбус (построен примерно в 1900 году)
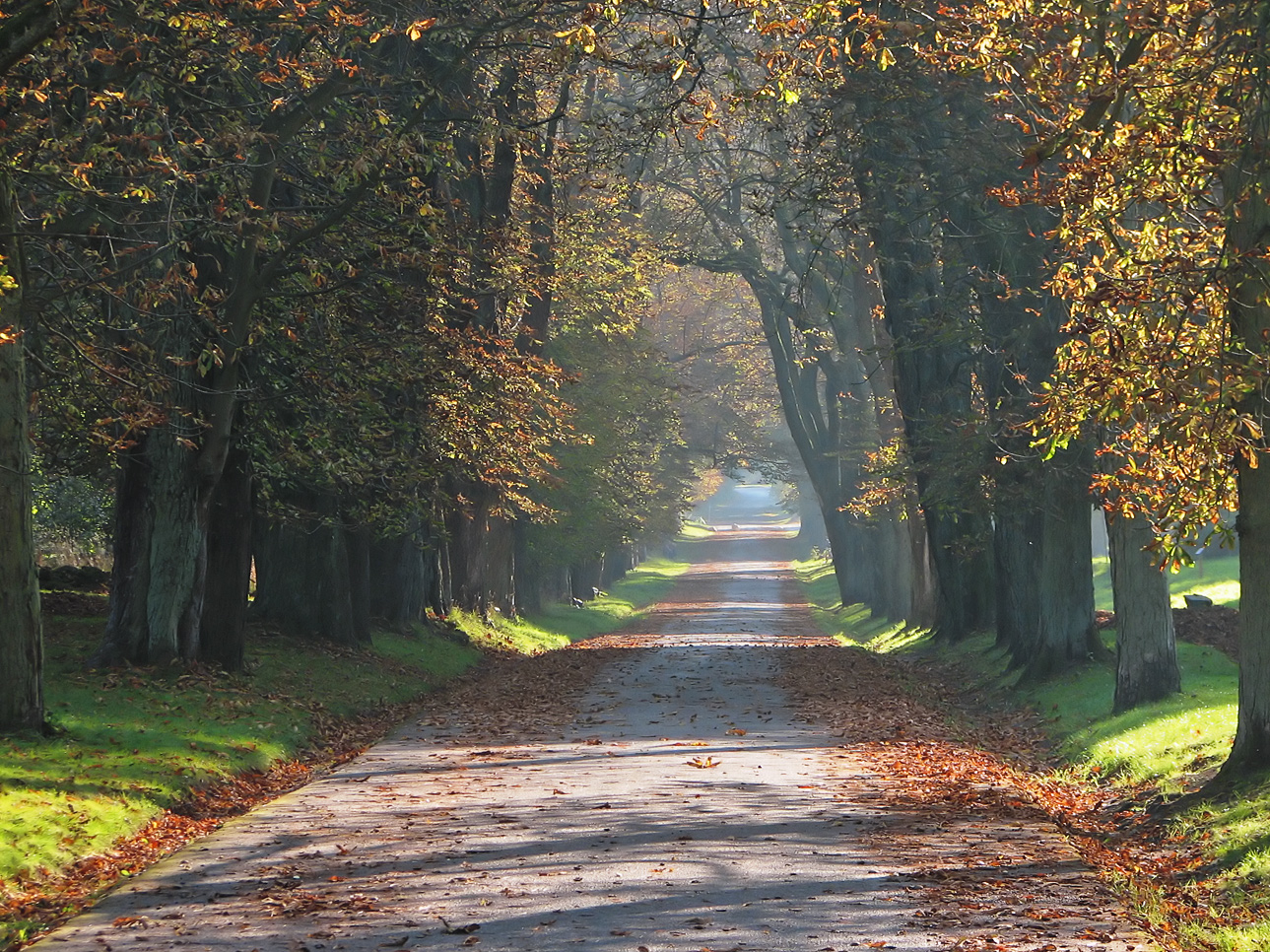
Каштановая Аллея в городском парке Путбуса